# Kentigern
Kentigern, Mungo (zm. 13 stycznia 612 w Glasgow) – szkocki święty, apostoł Strathclyde.
Był biskupem, a po śmierci został patronem diecezji Glasgow. Informacje o jego życiu pochodzą z XI i XII wieku i brak pewnych potwierdzeń dla zawartych w tych żywotach danych. Data śmierci pochodzi z Annales Cumbriae.